# Ngu Tử Kỳ
Ngu Tử Kỳ (chữ Hán: 虞子期), tướng lãnh nhà Tây Sở, anh trai của Ngu Diệu Dặc. Ông là nhân vật trong các tiểu thuyết kể về chiến tranh Hán Sở.

## Hình tượng nhân vật
Các bộ chánh sử như Sử ký, Hán thư, Tư trị thông giám đều không hề nhắc đến Ngu Tử Kỳ. Tài liệu sớm nhất về nhân vật này có thể khảo cứu được là Tây Hán thông tục diễn nghĩa của tác giả đời Minh: Chân Vĩ. Sau đó, Ngu Tử Kỳ được đưa vào Trung Quốc thông tục diễn nghĩa của nhà tiểu thuyết, nhà sử học đời Thanh: Thái Đông Phiên. Từ đây, nhân vật này trở nên rất phổ biến trong mọi loại hình văn hóa dân gian kể về chiến tranh Hán Sở.
Truyện kể rằng Ngu Tử Kỳ có tài chế tạo binh khí, xa gần nức tiếng. Hạng Vũ khởi binh từ Ngô Trung, sau khi đến Hạ Bi thuộc Từ Châu đóng quân, lực lượng phát triển lên đến 6 vạn người, cần một lượng lớn binh khí. Vì thế, Hạng Vũ thường đi lại nhà của ông để tìm mua binh khí. Em gái của Tử Kỳ tài mạo song toàn, Hạng Vũ võ nghệ trùm đời, lâu ngày ái mộ sinh tình, được ông tác hợp, nên duyên vợ chồng. Ở Trung Quốc thông tục diễn nghĩa, Tử Kỳ được liệt vào Ngũ hổ tướng của Hạng Vũ, cùng với Quý Bố, Chung Ly Muội, Long Thư, Anh Bố. Sau khi Hạng Vũ thất bại ở Cai Hạ, Tử Kỳ đi theo chiến đấu cho đến chết.